# 王月村
王月村（1910年—1981年），女，山东临淄人，中华人民共和国政治人物，曾任山东省妇女联合会主席，山东省政协常委。